# Atletismo nos Jogos Pan-Americanos de 2007 - 400 m masculino
Os 400 metros rasos foram um dos eventos do atletismo nos Jogos Pan-Americanos de 2007, no Rio de Janeiro. A prova foi disputada no Estádio Olímpico João Havelange nos dias 23 (preliminares), 25 (semifinais) e 25 de julho (final) com 30 atletas de 22 países.

## Medalhistas
| Ouro   | BAH Chris Brown       |
| Prata  | CAN Tyler Christopher |
| Bronze | DMA Chris Lloyd       |

## Recordes
Recordes mundiais e pan-Americanos antes da disputa dos Jogos Pan-Americanos de 2007.
| Tipo                             | Atleta          | Tempo   | Local            | Data                  |
| -------------------------------- | --------------- | ------- | ---------------- | --------------------- |
|                                  | Michael Johnson | 43.18 s | Sevilha          | 26 de agosto de 1999  |
| Recorde dos Jogos Pan-Americanos | Ronald Ray      | 44.45 s | Cidade do México | 18 de outubro de 1975 |

## Resultados
- Q: classificação por tempos na série.
- q: classificação por melhores tempos no geral.
- DNF: não completou na prova.
- DNS: não competiu na prova.

### Primeira rodada
A primeira rodada foi disputada em 23 de julho.
| Série 1 | Série 1 | Série 1                 | Série 1                   | Série 1 | Série 1 |
| Result. | Result. | Atleta                  | País                      | Tempo   | Qual.   |
| Pos.    | Geral   | Atleta                  | País                      | Tempo   | Qual.   |
| ------- | ------- | ----------------------- | ------------------------- | ------- | ------- |
| 1       | 1       | Chris Brown             | BAH Bahamas               | 45.12 s | Q       |
| 2       | 3       | Lionel Larry            | USA Estados Unidos        | 45.32 s | Q       |
| 3       | 4       | Arismendy Peguero Matos | DOM República Dominicana  | 45.34 s | Q       |
| 4       | 6       | William Collazo         | CUB Cuba                  | 45.63 s | q       |
| 5       | 17      | Sanderlei Parrela       | BRA Brasil                | 46.85 s |         |
| 6       | 22      | Melville Rogers         | SKN São Cristóvão e Neves | 48.02 s |         |
| —       | —       | David Hamil             | CAY Ilhas Cayman          | DNS     |         |

| Série 2 | Série 2 | Série 2         | Série 2            | Série 2 | Série 2 |
| Result. | Result. | Atleta          | País               | Tempo   | Qual.   |
| Pos.    | Geral   | Atleta          | País               | Tempo   | Qual.   |
| ------- | ------- | --------------- | ------------------ | ------- | ------- |
| 1       | 7       | Jamaal Torrance | USA Estados Unidos | 45.65 s | Q       |
| 2       | 8       | Chris Lloyd     | DMA Dominica       | 45.83 s | Q       |
| 3       | 15      | Omar Cisneros   | CUB Cuba           | 46.51 s | Q       |
| 4       | 18      | Edino Steele    | JAM Jamaica        | 47.12 s |         |
| 5       | 19      | Anghelo Edmund  | PAN Panamá         | 47.41 s |         |
| 6       | 21      | Rodrigo Vargas  | BRA Brasil         | 47.88 s |         |
| 7       | 23      | Camilo Quevedo  | GUA Guatemala      | 49.19 s |         |

| Série 3 | Série 3 | Série 3              | Série 3                      | Série 3 | Série 3 |
| Result. | Result. | Atleta               | País                         | Tempo   | Qual.   |
| Pos.    | Geral   | Atleta               | País                         | Tempo   | Qual.   |
| ------- | ------- | -------------------- | ---------------------------- | ------- | ------- |
| 1       | 10      | Tyler Christopher    | CAN Canadá                   | 45.99 s | Q       |
| 2       | 11      | Alleyne Francique    | GRN Granada                  | 46.05 s | Q       |
| 3       | 12      | Ato Modibo           | TRI Trinidad e Tobago        | 46.25 s | Q       |
| 4       | 13      | Carlos Yohelin Santa | DOM República Dominicana     | 46.34 s | q       |
| 5       | 20      | Andrés Silva         | URU Uruguai                  | 47.73 s |         |
| 6       | 25      | Charmant Ollivierre  | VIN São Vicente e Granadinas | 50.13 s |         |

| Série 4 | Série 4 | Série 4               | Série 4               | Série 4 | Série 4 |
| Result. | Result. | Atleta                | País                  | Tempo   | Qual.   |
| Pos.    | Geral   | Atleta                | País                  | Tempo   | Qual.   |
| ------- | ------- | --------------------- | --------------------- | ------- | ------- |
| 1       | 2       | Avard Moncour         | BAH Bahamas           | 45.27 s | Q       |
| 2       | 5       | Renny Quow            | TRI Trinidad e Tobago | 45.35 s | Q       |
| 3       | 9       | Leford Green          | JAM Jamaica           | 45.89 s | Q       |
| 4       | 13      | Félix Martínez Cuevas | PUR Porto Rico        | 46.34 s | q       |
| 5       | 16      | Nathan Vadeboncoeur   | CAN Canadá            | 46.76 s | q       |
| 6       | 24      | David Pierre          | HAI Haiti             | 49.59 s |         |

### Semifinal
A semifinal foi disputada em 24 de julho.
| Semifinal 1 | Semifinal 1 | Semifinal 1         | Semifinal 1              | Semifinal 1 | Semifinal 1 |
| Result.     | Result.     | Atleta              | País                     | Tempo       | Qual.       |
| Pos.        | Geral       | Atleta              | País                     | Tempo       | Qual.       |
| ----------- | ----------- | ------------------- | ------------------------ | ----------- | ----------- |
| 1           | 4           | Chris Brown         | BAH Bahamas              | 45.51 s     | Q           |
| 2           | 6           | Chris Lloyd         | DMA Dominica             | 45.63 s     | Q           |
| 3           | 8           | William Collazo     | CUB Cuba                 | 45.75 s     | Q           |
| 4           | 8           | Jamaal Torrance     | USA Estados Unidos       | 45.75 s     | Q           |
| 5           | 8           | Arismendy Peguero   | DOM República Dominicana | 45.75 s     |             |
| 6           | 11          | Ato Modibo          | TRI Trinidad e Tobago    | 46.42 s     |             |
| 7           | 14          | Leford Green        | JAM Jamaica              | 46.80 s     |             |
| 8           | 15          | Nathan Vadeboncoeur | CAN Canadá               | 47.39 s     |             |

| Semifinal 2 | Semifinal 2 | Semifinal 2           | Semifinal 2              | Semifinal 2 | Semifinal 2 |
| Result.     | Result.     | Atleta                | País                     | Tempo       | Qual.       |
| Pos.        | Geral       | Atleta                | País                     | Tempo       | Qual.       |
| ----------- | ----------- | --------------------- | ------------------------ | ----------- | ----------- |
| 1           | 1           | Tyler Christopher     | CAN Canadá               | 45.28 s     | Q           |
| 2           | 2           | Lionel Larry          | USA Estados Unidos       | 45.40 s     | Q           |
| 3           | 3           | Avard Moncur          | BAH Bahamas              | 45.44 s     | Q           |
| 4           | 5           | Alleyne Francique     | GRN Granada              | 45.57 s     | Q           |
| 5           | 7           | Renny Quow            | TRI Trinidad e Tobago    | 45.74 s     |             |
| 6           | 12          | Félix Martínez Cuevas | PUR Porto Rico           | 46.40 s     |             |
| 7           | 13          | Omar Cisneros         | CUB Cuba                 | 46.62 s     |             |
| 8           | 16          | Carlos Yohelin Santa  | DOM República Dominicana | 47.45 s     |             |

### Final
A final dos 400 metros rasos foi disputada em 25 de julho as 19:00 (UTC-3).
| Pos.              | Atleta            | País               | Tempo   |
| ----------------- | ----------------- | ------------------ | ------- |
| Medalha de ouro   | Chris Brown       | BAH Bahamas        | 44.85 s |
| Medalha de prata  | Tyler Christopher | CAN Canadá         | 45.05 s |
| Medalha de bronze | Chris Lloyd       | DMA Dominica       | 45.40 s |
| 4                 | William Collazo   | CUB Cuba           | 45.45 s |
| 5                 | Alleyne Francique | GRN Granada        | 45.49 s |
| 6                 | Avard Moncur      | BAH Bahamas        | 45.51 s |
| 7                 | Jamaal Torrance   | USA Estados Unidos | 46.05 s |
| —                 | Lionel Larry      | USA Estados Unidos | DNF     |